# Просто неустоима
„Просто неустоима“ (на английски: Simply Irresistible) е американска романтична комедия от 1999 г. на режисьора Марк Тарлоу, по сценарий на Джудит Робъртс, с участието на Сара Мишел Гелар и Шон Патрик Фланъри. Това е първият филм на „Риджънси Ентърпрайсис“, който е пуснат от „Туентиът Сенчъри Фокс“ вместо „Уорнър Брос Пикчърс“.